# XF-85 Goblin
De McDonnell XF-85 "Goblin" is het kleinste straalaangedreven gevechtsvliegtuig dat ooit werd gebouwd. Het werd gebouwd door de Verenigde Staten na de Tweede Wereldoorlog. Het toestel was snel en wendbaar maar had een klein magazijn van 800 patronen. De vleugels stonden in een hoek van 37°. Zijn taak was een eskader Convair B-36 “Peacemaker” bommenwerpers te beschermen tegen vijandelijke jagers. De vleugels konden opgevouwen worden zodat het toestel in het bommenruim opgehesen kon worden. Aldus kon de kleine straaljager brandstof besparen en was het toestel beschermd tegen vijandelijk luchtafweergeschut. Wanneer vijandelijke jagers aanvielen, liet de bommenwerper de F-85 in trapezevorm naar beneden, de F-85 vouwde zijn vleugels open en de B-36 koppelde het toestel los. Zo kon de F-85 de vijandelijke toestellen aanvallen. Na het verjagen van vijandelijke toestellen, koppelde de F-85 aan de bommenwerper (door middel van een haaksysteem), vouwde zijn vleugels weer dicht, en kon dan in het bommenruim gehesen worden. 
Hoewel F-85 met succes proefvluchten uitvoerde, werd het project eind 1949 gestaakt. Reden hiervoor was, dat de luchtmacht meer mogelijkheden zag in het bijtanken van gevechtsvliegtuigen in de lucht.

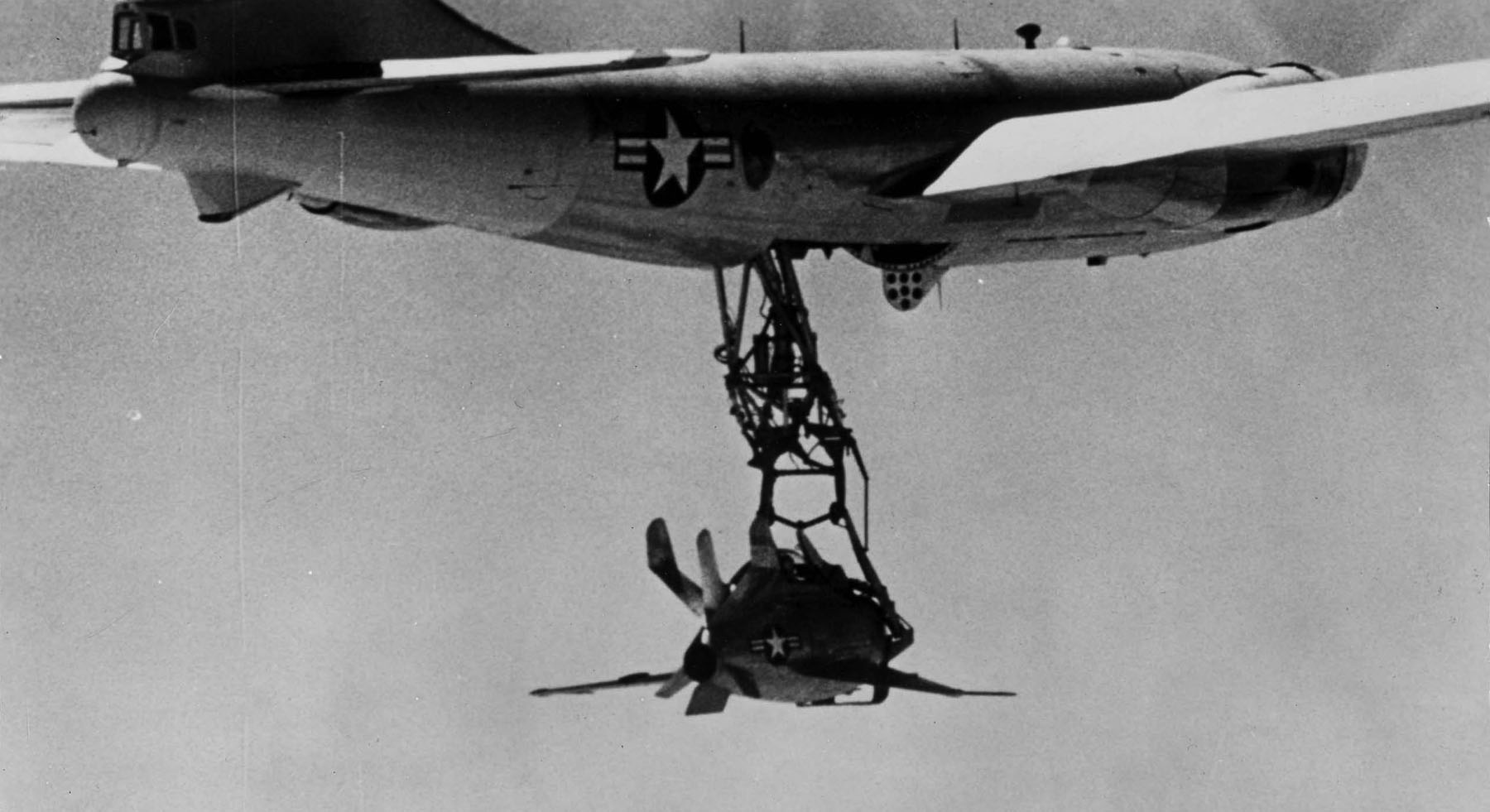
McDonnell XF-85 hangt aan een "trapeze" onder een EB-29